# Monteros megye
Monteros egy megye Argentína északnyugati részén, Tucumán tartományban. Székhelye Monteros.

## Népesség
A megye népessége a közelmúltban a következőképpen változott:
| Év   | Lakosság |
| ---- | -------- |
| 2001 | 58 397   |
| 2010 | 63 641   |